# Claude Drouet de Richardville
Pour les articles homonymes, voir Richardville.
Claude Drouet de Richardville, né le 17 octobre 1665 à Chartres-de-Bretagne en Bretagne et décédé le 13 mai 1748 à Champlain au Canada, est un personnage historique québécois.